# Haploginglymus bragai
Haploginglymus bragai is een vlokreeftensoort uit de familie van de Niphargidae. De wetenschappelijke naam van de soort is voor het eerst geldig gepubliceerd in 1958 door Mateus & Mateus.